# Razão (matemática)
Razão é a relação existente entre dois valores de uma mesma grandeza, expressa geralmente como "a para b", a:b ou a/b, e algumas vezes representada aritmeticamente como um quociente adimensional das duas quantidades que indica explicitamente quantas vezes o primeiro número contém o segundo.
Quando comparamos duas medidas, dois valores  ou até duas grandezas, estamos determinando uma relação entre dois números que os representam. Quando essa relação é determinada por uma divisão, chamamos de razão.

## Notação e terminologia
A razão entre os números A e B pode ser expressa como:
- A razão de A para B
- A está para B
- A:B
- A/B
- Um número racional que é o quociente da divisão de A por B

Os números A e B são algumas vezes chamados de termos, sendo A o antecedente e B o consequente. Representada por uma fração, o numerador é o termo antecedente e o denominador é o termo consequente. 

## Razão de duas grandezas
A razão de duas ou mais grandezas de mesma espécie é o quociente dos números que expressam as suas medidas, consideradas na mesma unidade. Grandezas são características dos objetos possíveis de serem comparadas e cujas medidas podem ser adicionadas, subtraídas ou divididas uma pela outra.
Assim, o conceito de razão nos permite fazer comparações de grandeza entre dois números. Por exemplo, para saber quantas vezes o número 100 é maior do que o número 2 (ou em outras palavras, qual a razão entre 100 e 2), procedemos da seguinte forma:
100 : 2 = 50
Portanto, o número 100 é 50 vezes maior do que o número 2.
A razão é a relação entre duas grandezas que já estão relacionadas, é uma divisão entre dois valores, um exemplo é a razão entre um perímetro e a medida de um lado de um triângulo, a razão seria o perímetro dividido pela medida do lado.

## História e etimologia
A palavra "razão" vem do latim ratio e envolve a ideia de relação de Euclides. 

## Exemplos
As quantidades que estão sendo comparadas por meio de uma razão podem ser grandezas físicas tais como a velocidade, ou podem se referir simplesmente à quantidade de objetos em particular. Um exemplo comum deste último caso é a razão entre o volume de água para o de cimento usado no concreto, que geralmente é de 1:4. Isso significa que a quantidade de cimento usada é quatro vezes maior do que a de água. A razão não dá qualquer indicação da quantidade total de água e cimento usados, nem de quanto concreto está sendo feito. Equivalentemente, poderia ser dito que a razão de cimento para água é 4:1, ou que a quantidade de água é um quarto (1/4) da de cimento.
Os modelos mais antigos de televisões possuem telas (ecrãs) em que a razão entre a largura e a altura é de 4 para 3, ou seja, cuja altura equivale a três quartos da largura. As televisões widescreen modernas possuem uma razão de 16:9.